# Platygaster gyrone
Platygaster gyrone är en stekelart som beskrevs av Szelényi 1958. Platygaster gyrone ingår i släktet Platygaster och familjen gallmyggesteklar. Inga underarter finns listade i Catalogue of Life.